# パイの物語
『パイの物語』（パイのものがたり、Life of Pi）は、ヤン・マーテルによる2001年のファンタジー冒険小説である。インドの少年パイが船でカナダに渡る途中に遭難し、一緒に輸送されていたベンガルトラのリチャード・パーカーをはじめとする動物たちと共に227日間を過ごすという物語である。
小説は2001年9月にクノッフカナダで出版される前に、少なくともロンドンの5つ出版社によって拒否された。その翌年、イギリス版はブッカー賞を受賞した。また2003年、CBCラジオの『Canada Reads』で、作家のナンシー・リーに選ばれた。
「覚え書き」には「命の輝きに関しては、モシアル・スクライアー（Moacyr Scliar）氏によるところが大きい」と書いてあり、スクライアーの“Max and the Cats”を基にしている。スクライアーはブラジル文学の中堅作家で、マジックリアリズムを駆使した寓話的な作風で知られる。この長編はベルリンで動物園を経営していたユダヤ人一家がナチスの脅威から逃れるためにブラジルへ脱出するさい、船が沈没し、一人生き残った主人公が豹とともに漂流する話である。

## ストーリー
- 覚え書きとして

小説家の私はママジと呼ばれることになる老人に出会い、神を信じたくなるような話を知っているからパテルという男に会いなさいといわれる。彼の話によってこの物語はできているが、責任は自分にある。
- 第1部　トロントとポンディシェリ

主人公の名前はママジ（おじさん）によって、「神様でも喜んで泳ぎたくなるような」世界最高のプール、パリのピシン・モリトールから名づけられる。しかし、フランス語の「ピシン」（プール）は「立ちション」という英語pissingと同じに聞こえるので自ら「パイ」（π）と名乗る。ヒンドゥー教、キリスト教、イスラム教の多宗教に育ってしまう。インドのポンディシェリで動物園を経営していた主人公一家は、父親がインディラ・ガンディーの施策を好まず、新天地を求めて動物とともにカナダに移住を決断。
- 第2部　太平洋

しかし日本船籍の貨物船ツシマ丸で太平洋を北上中に海難事故に遭い、16歳の少年パイが人間では唯一の生存者となる。彼はライフボートでオレンジジュースというオランウータン、ハイエナ、シマウマ、リチャード・パーカーというベンガルトラと過ごすことになる。途中、人食いの浮き島に上陸。227日遭難してメキシコに漂着する。リチャード・パーカーは振り返らずにジャングルの中に入っていく。
- 第3部　メキシコ、トマトラン、ベニー・フワレス診療所

ツシマ丸が遭難したことで日本の海運局から派遣されたオカモト氏とチバ氏との話し合い。第2部とはまったく違う話で、助かったのは中国人の水夫と外国人のコックと母親とパイだったとするものが語られる。最後に報告書の要旨が載っている。

## 翻案

### イラストレイテッド版
2005年10月、『パイの物語』を表現できるアーティストを見つけ出すために世界的なコンペティションが開かれた。コンペはスコットランドの『Canongate Books』とイギリスの『タイムズ』、オーストラリアの『ジ・エイジ』、カナダの『グローブ・アンド・メール』が開催した。その結果、クロアチアのトミスラフ・トルヤナツがイラストレーターに選ばれ、2007年9月に新版が出版された。

### 映画
監督はアン・リー、脚本デヴィッド・マギー、パイ役は当時17歳学生で新人俳優のスラジュ・シャルマ、動物は全てリズム&ヒューズ・スタジオが制作したCG。2012年11月21日に公開。

## 翻訳など
- 唐沢則幸訳『パイの物語』（竹書房2004年）